# سکه شکسته
سکه شکسته (انگلیسی: The Broken Coin) فیلمی در ژانر معمایی به کارگردانی فرانسیس فورد است که در سال ۱۹۱۵ منتشر شد. از بازیگران آن می‌توان به ادی پولو، فرانسیس فورد، گریس کونارد، جک هولت، و جان فورد اشاره کرد.